# 尚恭

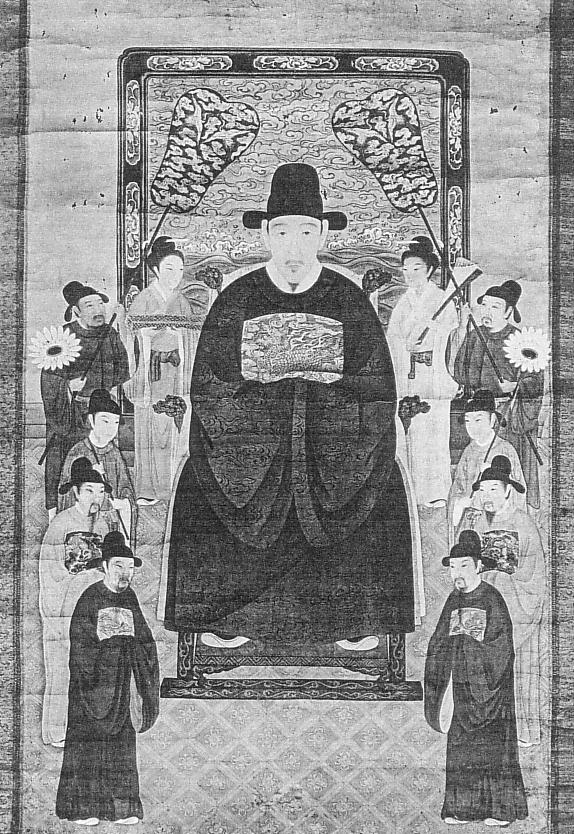
尚恭

尚 恭（しょう きょう、1612年3月8日 -1631年3月22日）は、琉球王国第二尚氏王統の王族。第8代尚豊王の長男。大和名は浦添王子朝良。

## 概要
1612年3月8日（万暦40年2月6日）、父・尚豊、母・我謝上森按司加那志の長男として誕生した。童名 (琉球諸島・奄美群島)は真三良金、号は良春。最初玉城王子と称し、次に浦添王子と称した。第7代尚寧王に世子（世継ぎ）がいなかったので、父・尚豊を差し置いて世子に選ばれた。しかし、尚寧王薨去時、尚恭はわずか9歳（数え年）であったため三司官・読谷山親方盛韶（毛氏冨川殿内5世）等が相談の上薩摩に進言して、父・尚豊が王位に就いた。
1631年3月22日（崇禎4年2月20日）、父に先立って20歳（数え年）で死去したため、王位に就くことはなかった。尚豊王のあとは、弟の尚賢が王位に就いた。尚恭長女の浦添翁主は高嶺御殿の元祖となった。

## 家族
- 父 - 尚豊王
- 母 - 我謝上森按司加那志（小禄御殿4世・具志頭王子朝盛長女）
- 妻 - 城間按司加那志（童名・真加戸樽金、号・雲嶺。毛氏豊見城殿内6世・豊見城親方盛良長女）
- 子女
  - 長女 - 浦添翁主（童名・思乙金、号・花牖。高嶺御殿1世）